# Raymond (California)
Raymond (precedentemente conosciuta come Wildcat Station) è una comunità non incorporata (unincorporated community) della contea di Madera, in California. Si trova a 35 km a nord-nord-est di Madera, ad un'altitudine di 289 metri sul livello del mare.
Raymond ha meno di 1 000 abitanti. Si trova a circa 32 km a nord di Madera sulla Green Mountain Road e la Road 600. La comunità fa parte dell'area statistica metropolitana di Madera-Chowchilla.
La località potrebbe prendere il nome da Israel Ward Raymond, un commissario responsabile del parco che ha sollecitato la conservazione della Yosemite Valley, o da T. Raymond della Raymond & Whitcomb Travel Association di San Francisco, oppure da Walter Raymond della Raymond & Whitcomb Travel Association di Boston. Walter Raymond fondò il Raymond Hotel a Pasadena nel 1886. Pianificò l'albergo e ricevette denaro per la sua costruzione da suo padre Emmons Raymond, che era azionista della Santa Fe Railroad. Quando la città di Raymond fu dedicata, i suoi abitanti si avvicinarono a Walter Raymond e si offrirono di intitolare la città a lui se avesse tagliato il nastro durante la cerimonia.
Il pittore Thomas Hill, uno dei rinomati primi artisti della California, morì qui nel 1908.
Il primo ufficio postale venne aperto nel 1886. Il nome originale, Wildcat Station, fu sostituito da Raymond quando la Southern Pacific Railroad raggiunse la città nel 1886.
Lo ZIP code è 93653. Il prefisso telefonico della comunità è 559.